# Cercis siliquastrum
L'albero di Giuda o di Giudea o siliquastro (Cercis siliquastrum L., 1758) è una pianta appartenente alla famiglia delle Fabaceae (o Leguminose).

## Etimologia
Il nome deriva dal termine greco kerkís, ad indicare la forma di una “navicella” o di una “spola”, e dal latino siliqua, ovvero “baccello”, entrambi in relazione alla forma dei suoi frutti.
Il nome "albero di Giuda" invece, è riferito alla regione della Giudea, nel Vicino Oriente, in cui ebbe origine, diffondendosi in tutto il bacino del Mediterraneo.

## Descrizione

### Portamento
Il siliquastro si presenta come un piccolo albero caducifoglie e latifoglie alto fino a 10 metri e più spesso come arbusto. Cresce molto lentamente.

### Corteccia
La corteccia è di colore grigio nerastro, tendente al rossiccio nei giovani rami.

### Foglie

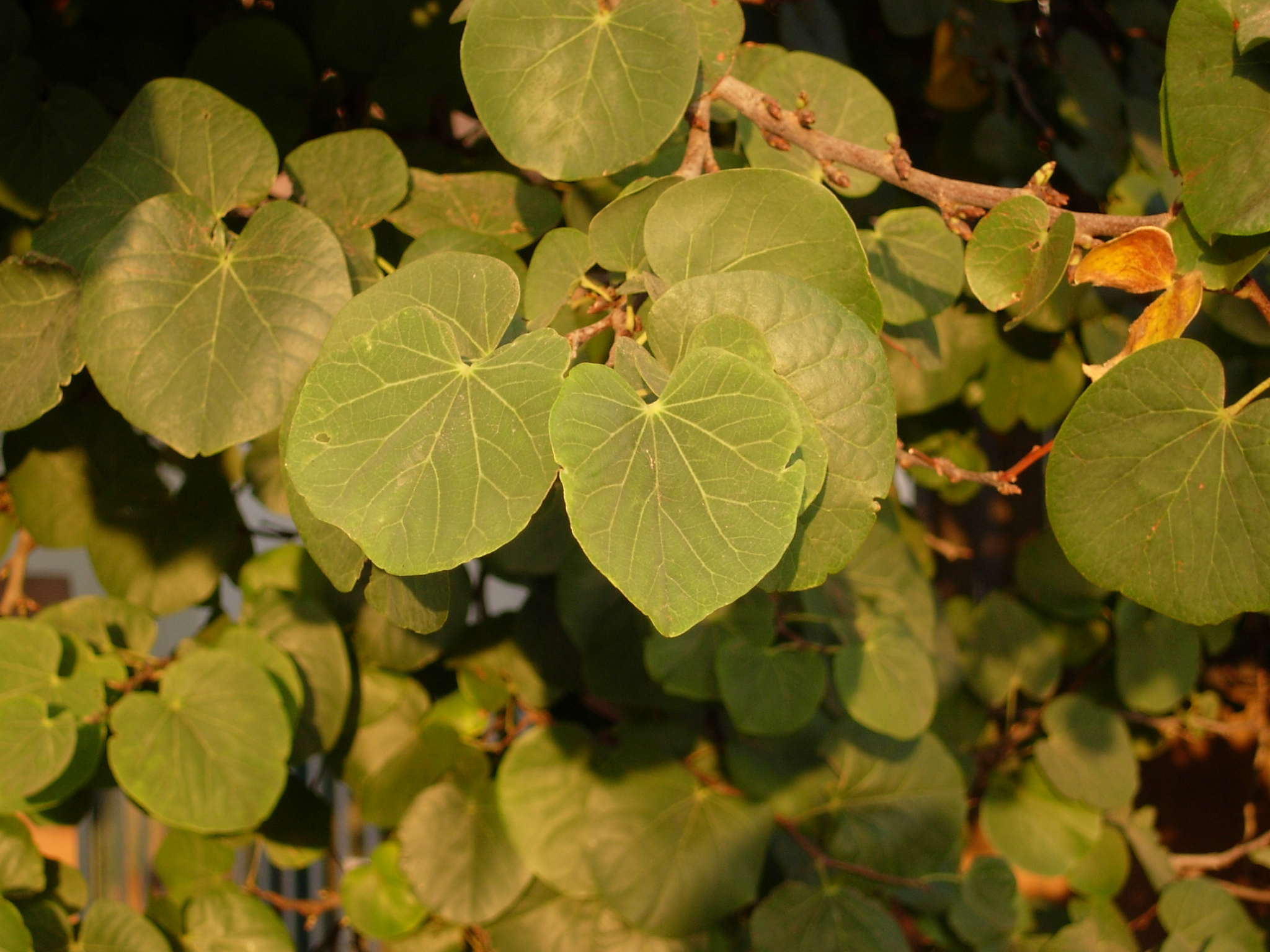
Foglie

Le foglie hanno colore verde carico e aspetto liscio e lucido; la pagina inferiore è glauca. Da giovani possono avere tonalità rossastre; esse appaiono abbastanza tardivamente, in aprile; in autunno assumono un bel colore giallo e cadono a novembre inoltrato. Hanno forma a cuore e nervature più chiare.

### Fiori
I fiori sono ermafroditi, con corolla papilionacea e di colore rosa - lilla o bianchi. Sono riuniti in racemi che compaiono prima delle foglie, in marzo - aprile; caratteristica di questa specie è la caulifloria, i fiori spuntano direttamente dalla corteccia dei rami e del tronco. Inizia a fiorire verso i sei anni di età. Ne esiste una varietà a fiore bianco (Cercis siliquastrum var. alba). L'impollinazione è entomofila. 

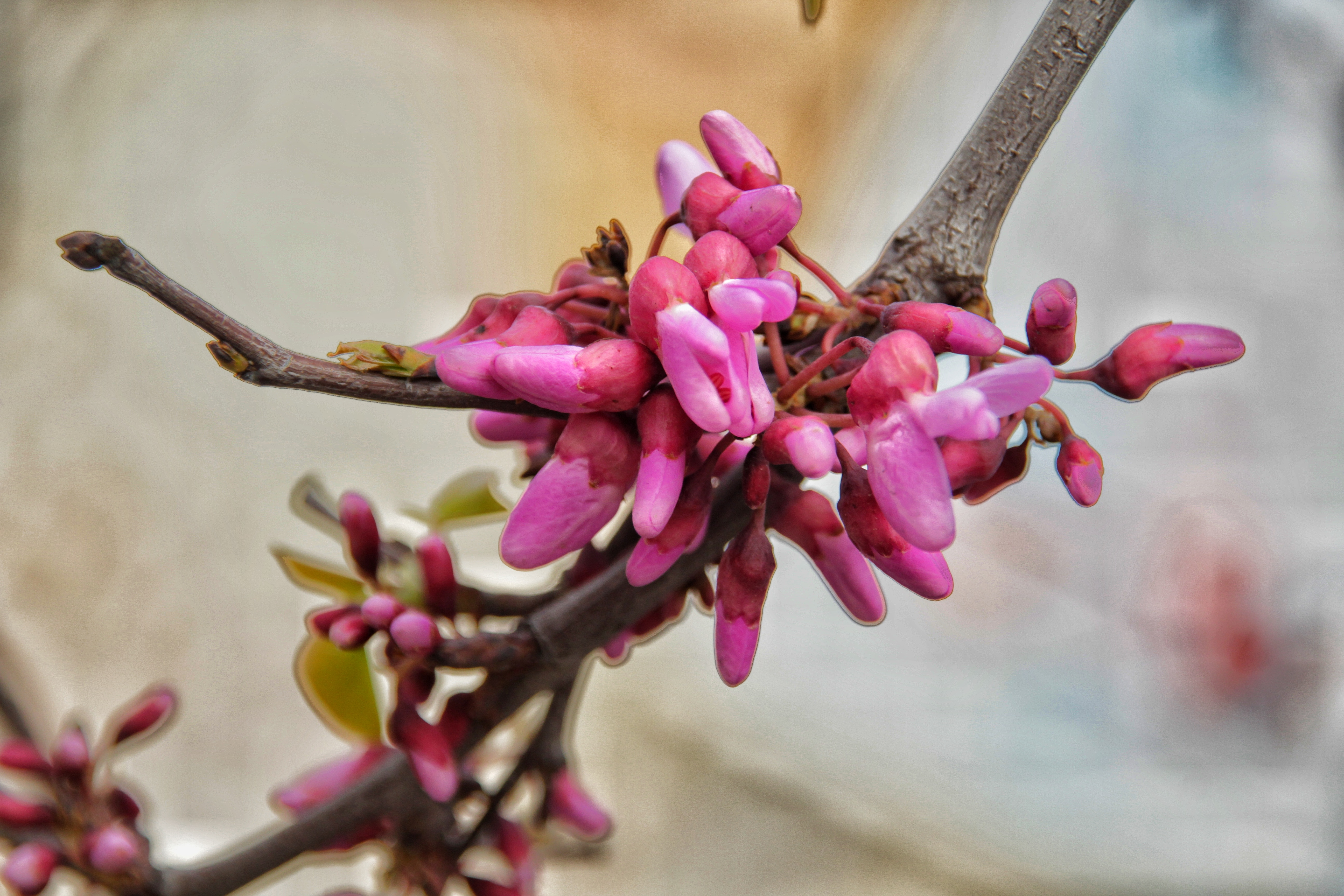
Fiori

I frutti sono dei baccelli scuri, pendenti, molto numerosi, che restano attaccati alla pianta fino alla fine dell'inverno.

## Specie simili
- Cercis racemosa è caratterizzata dai fiori rosa, riuniti in racemi penduli, che compaiono a maggio.
- Cercis canadensis ha chioma larga, fiori rosa pallido e foglie più sottili e di colore più chiaro rispetto a Cercis siliquastrum.

## Distribuzione e habitat
Il siliquastro si trova dall'Europa del Sud attraverso l'Asia minore, fino all'Afghanistan.
È una pianta tipica del bosco di latifoglie, prediligendo quelli misti in associazione a quercia, orniello e altre essenze forestali. Il siliquastro cresce difficilmente in boschi umidi e ombrosi, mostrando elevata capacità di adattamento e arrivando a colonizzare sia pendii aridi e scoscesi sia addirittura luoghi sassosi, come cave e pareti rocciose naturali. Questa pianta preferisce i terreni calcarei e sassosi, senza ristagno idrico ma tollera anche quelli moderatamente acidi. È abbastanza resistente al freddo.

## Usi
I fiori sono commestibili e possono essere usati in cucina nella preparazione di ricette. Come le altre leguminose, è una pianta in grado di fare azotofissazione, cioè cattura azoto dall'atmosfera e grazie a dei batteri situati nelle radici lo rilascia nel terreno, arricchendolo. È molto usato come albero ornamentale nei giardini e per le alberature stradali, grazie alla sua resistenza all'inquinamento.

## Riferimenti culturali
Grazie anche alla sua zona di origine e alla intensa fioritura approssimativamente in tempo di Pasqua, antiche leggende, legate al primo Cristianesimo, nacquero per rappresentare simbolicamente alcune vicende degli ultimi giorni di Gesù nei Vangeli.
Il repentino apparire dei fiori di un intenso colore lilla-violaceo sulla nuda corteccia, ancor prima delle foglie, rappresenterebbe simbolicamente il tempo della Passione di Gesù, così come il colore dei paramenti liturgici cristiani relativo ad esso.
Più in particolare, la pianta sarebbe legata all'episodio presso il quale, sotto questo albero, lo stesso Giuda Iscariota avrebbe dato il famoso "bacio" traditore a Gesù e, più tardi, tormentato dal rimorso, vi si impiccò. 

La forte diffusione di questa credenza pare suggerire che il siliquastro avesse comunque un particolare significato, sempre di carattere passionale, anche presso alcuni culti precristiani europei.

Tuttavia, per lo stesso motivo, ovvero per le bacche color rosso vivido, lo stesso albero legato alla figura passionale del sangue di Giuda, per altre leggende potrebbe essere anche il sambuco mentre, sempre in altre tradizioni di carattere popolare, viene proposto anche il fico comune, o anche il fico sicomoro, quest'ultimo appunto diffuso in Palestina, alberi similmente "traditori" come Giuda Iscariota poiché i loro rami appaiono robusti ma, in realtà, sono fragili, fino a spezzarsi facilmente se vi si sale sopra. Nell'ultimo caso comunque, tale simbologia negativa del sicomoro non ebbe seguito, poiché in contraddizione con il suo significato positivo nella tradizione biblica sia giudaica che cristiana.

## Galleria d'immagini

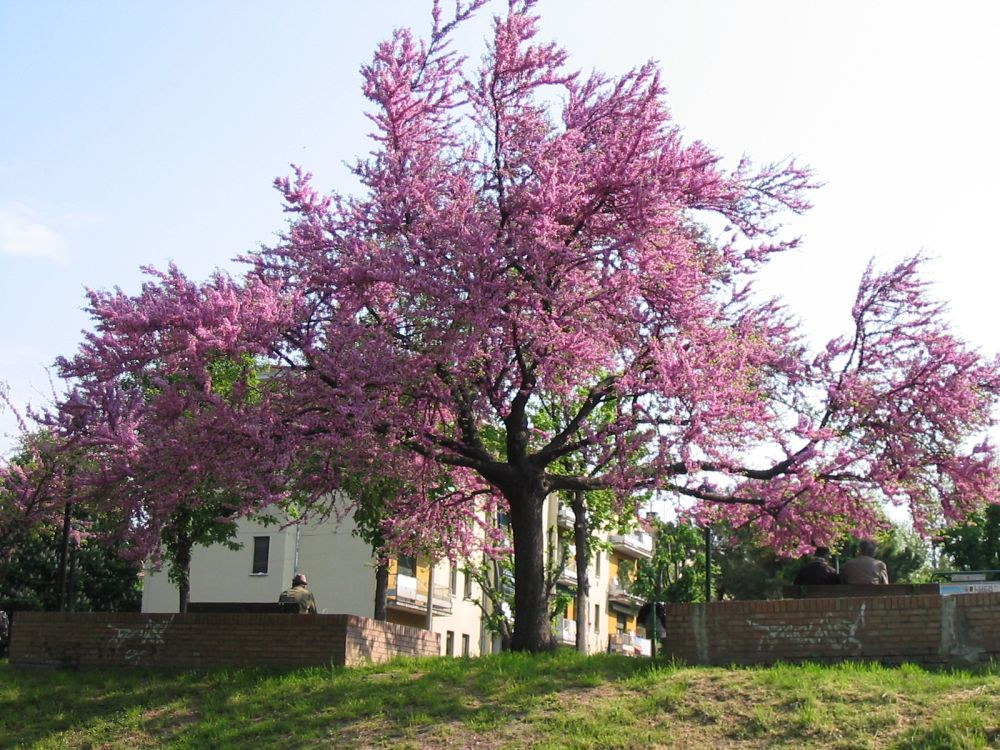
Albero di Giuda in veste primaverile
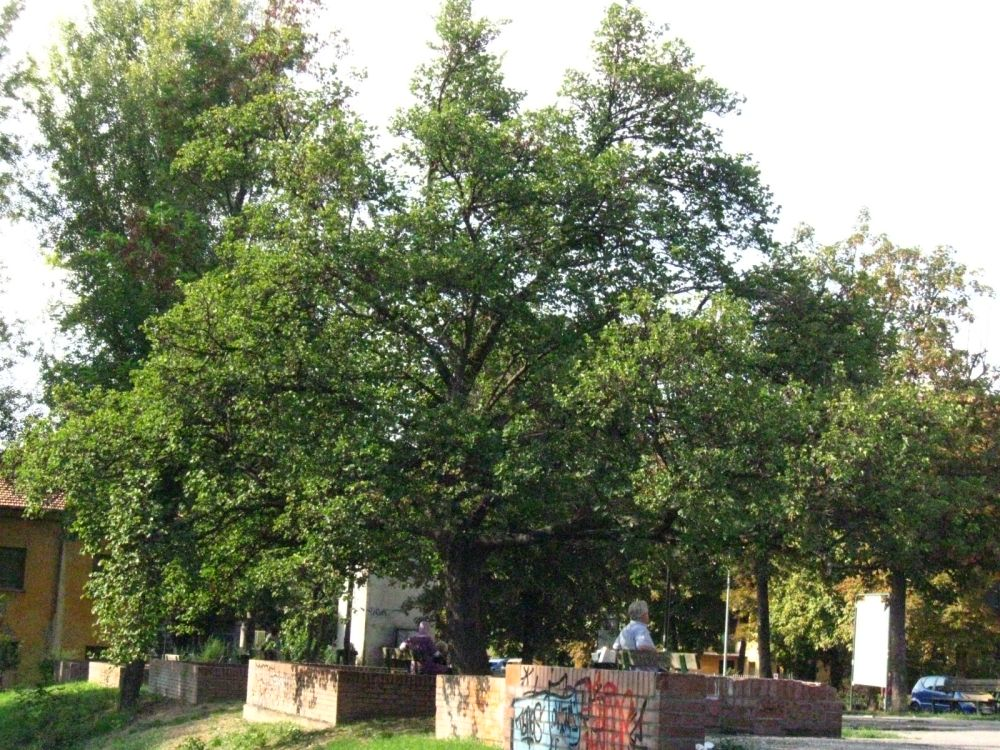
Stesso esemplare in veste estiva
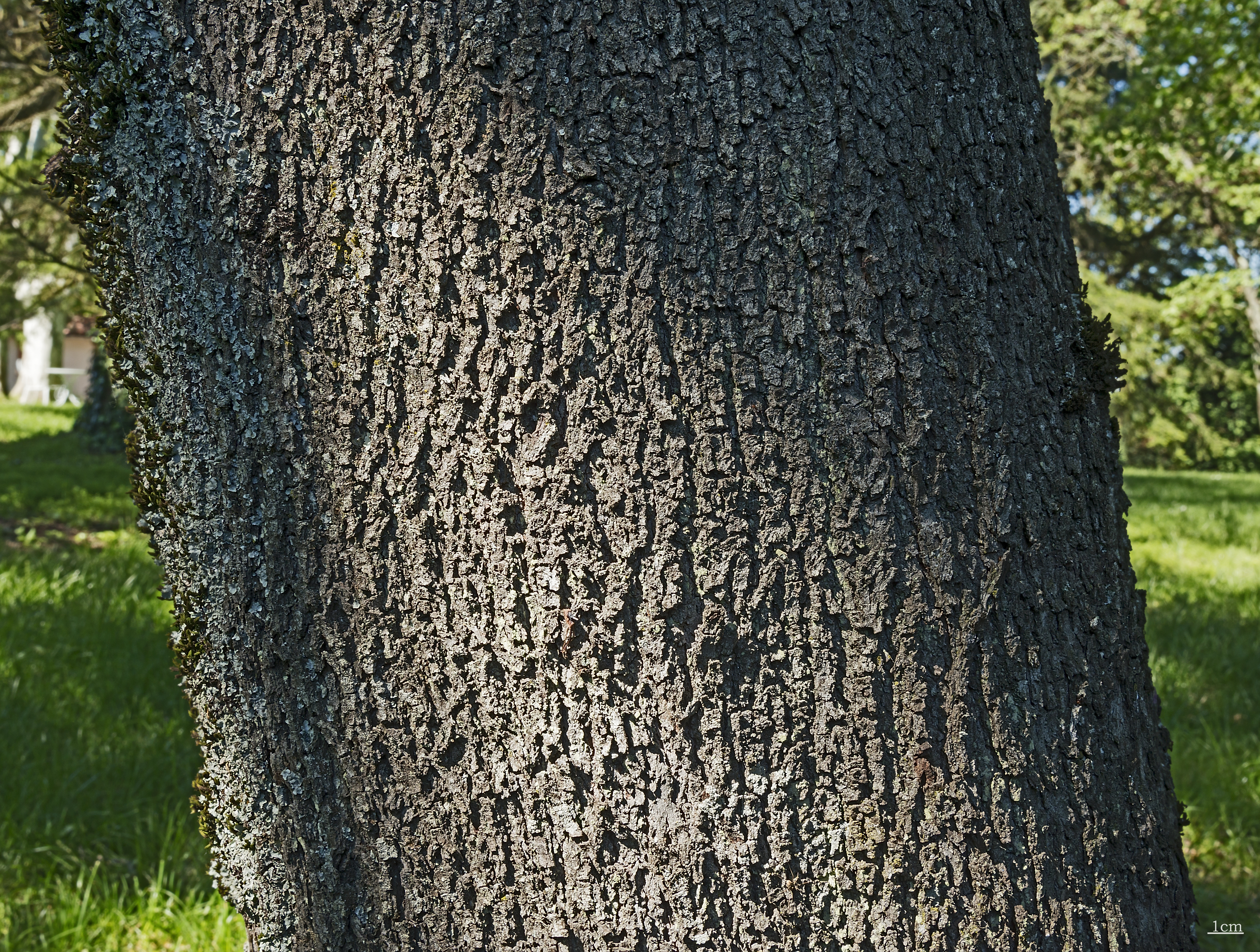
Corteccia di un esemplare maturo
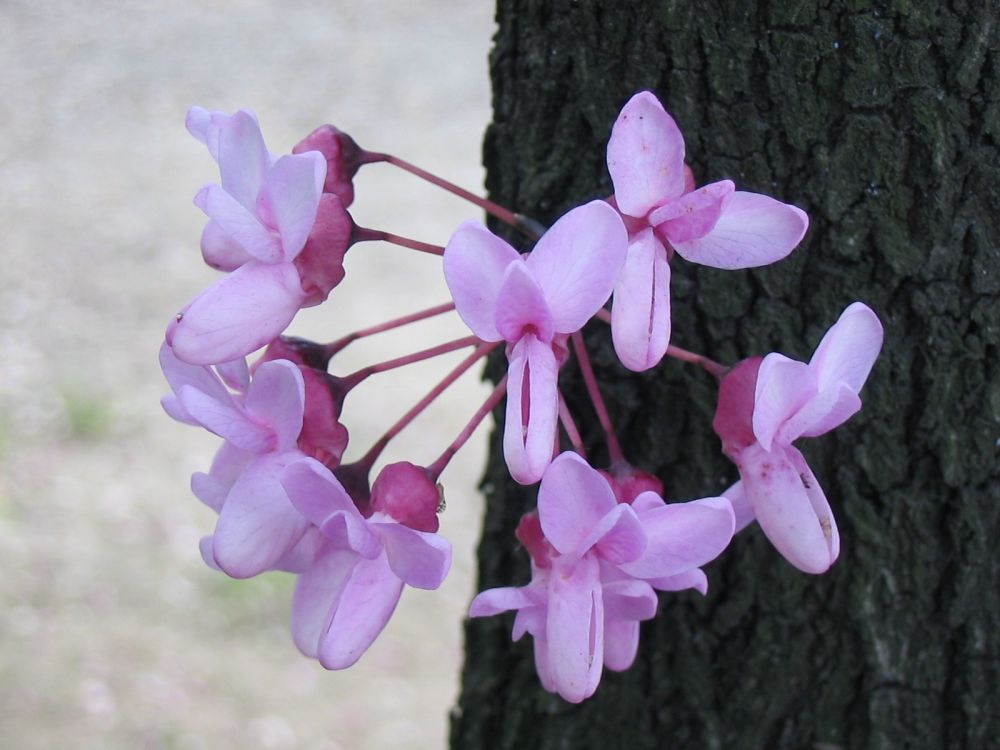
Fiori inseriti nel tronco (caulifloria)
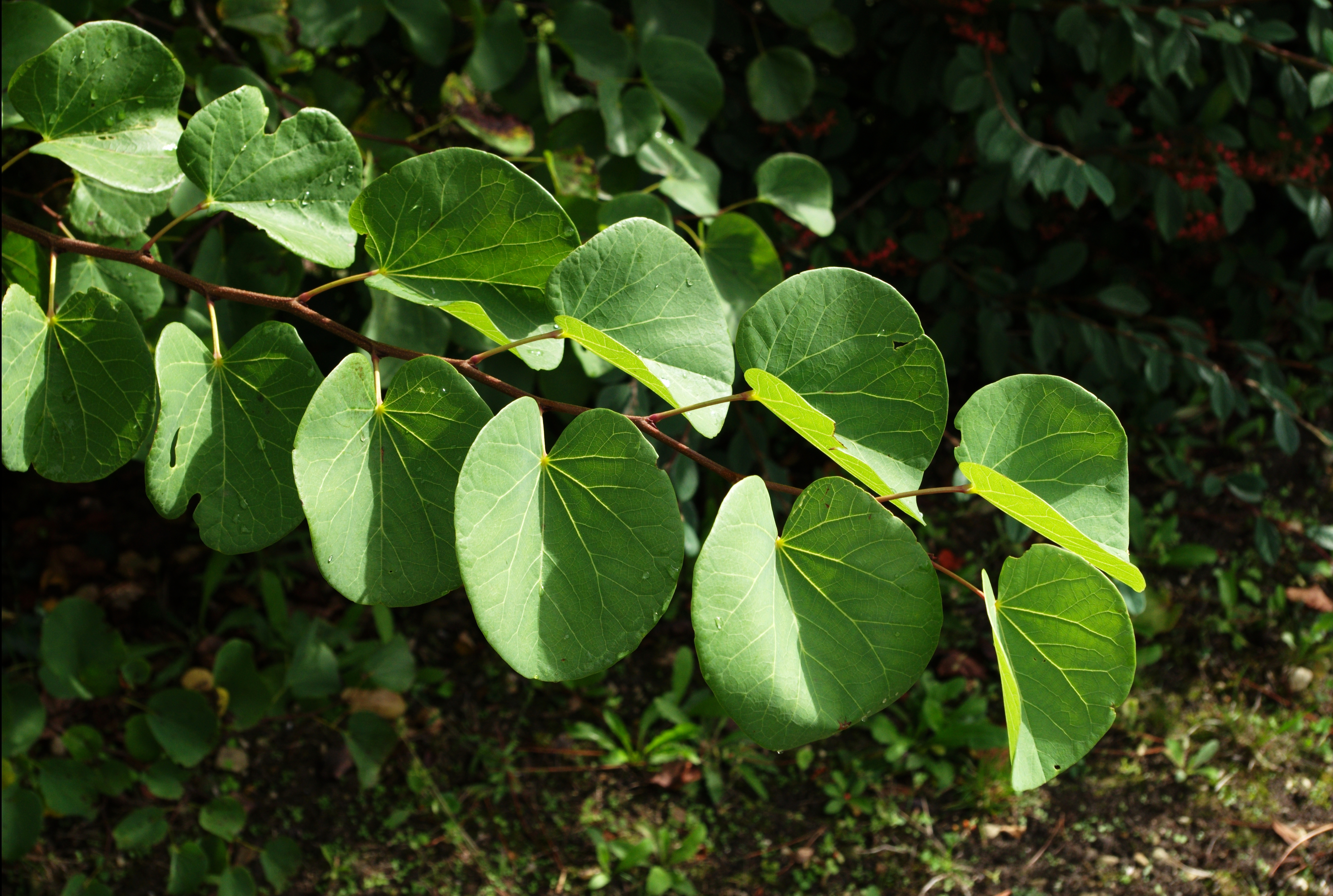
Foglie
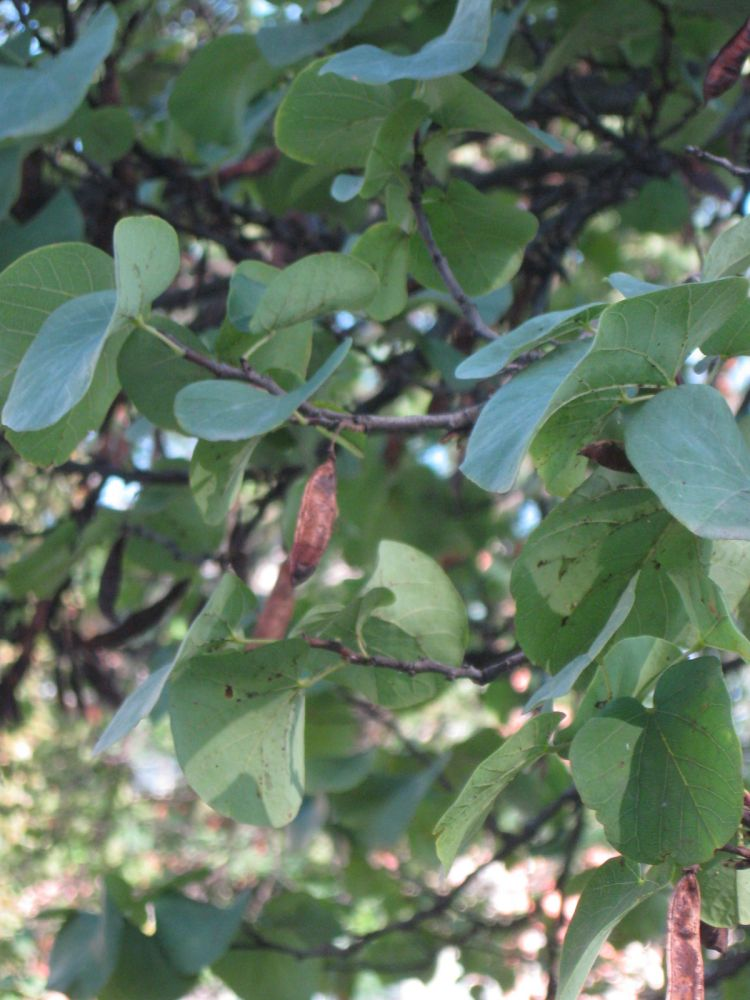
Foglie e frutti maturi
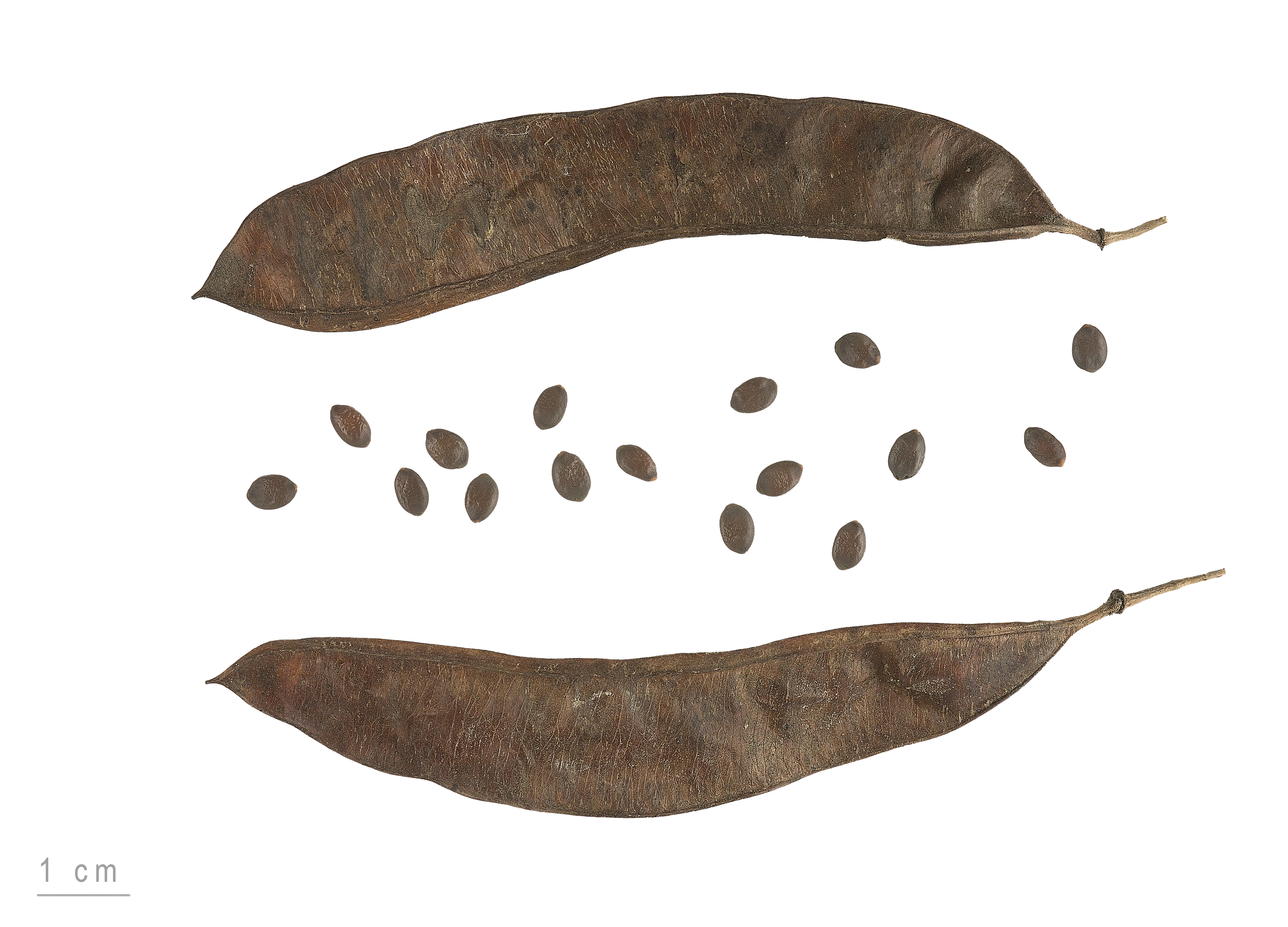
Cercis siliquastrum - Museum specimen